# 特里·施耐德
特里·施耐德（英語：Terri Schneider，1961年6月29日—）是美國耐力运动员、励志演说家、作家、教练、顾问。 在1990年，她赢得了逃离恶魔岛比赛，在1990年铁人三项世界比赛拿了第三名。 她在加州理工州立大學毕业后，于圣荷西州立大学在运动心理学领域获得理科硕士学位。 

## 出版物
- Schneider, Terri, , The Mountaineers Books, 2008, ISBN 978-1-59485-096-7

## 相关链接
- 特里·施耐德的个人主页 （页面存档备份，存于）
- Risk Is Relative: Elite Athletes Take Biggest Risks